# Teodor Banasiewicz
Teodor Banasiewicz (ur. 8 listopada 1899 w Sulmierzycach k. Ostrowa Wlkp.,  zm. wiosną 1940 w Katyniu) – podporucznik rezerwy piechoty Wojska Polskiego, ofiara zbrodni katyńskiej.

## Życiorys
Syn Jana i Michaliny z Miazgów. Absolwent średniej szkoły handlowej w Ostrowie Wlkp. Brał udział w powstaniu wielkopolskim i wojnie 1920 r. Ukończył kurs w Szkole Podchorążych Rezerwy Piechoty nr 7 w Poznaniu, przydzielony do kadry oficerskiej Okręgu Korpusu Nr VII. 
W okresie międzywojennym mieszkał w Ostrowie Wlkp. i pracował jako urzędnik PKP w fabryce „Wagon”, a także był wiceprezesem klubu sport. „Ostrovia”. 
Bezpośrednio przed wybuchem II wojny światowej został zmobilizowany i uczestniczył w kampanii wrześniowej 1939, a po agresji ZSRR na Polskę, w nieznanych okolicznościach wzięty do niewoli przez Sowietów i osadzony w obozie jenieckim w Kozielsku. Rodzina dowiedziała się o jego losie w grudniu 1939, z jedynego listu, który od niego otrzymała. Wiosną 1940 został zamordowany przez funkcjonariuszy NKWD w lesie katyńskim i tam pogrzebany w bezimiennej mogile zbiorowej, gdzie od 28 lipca 2000 mieści się oficjalnie Polski Cmentarz Wojenny w Katyniu. Figuruje na liście wywózkowej z 2 kwietnia 1940.

### Życie prywatne
Był żonaty z Leokadią, miał córki Zdzisławę i Marię.

## Upamiętnienie
Jego imię i nazwisko zostało umieszczone na:
- tablicy przytwierdzonej do głazu, a pomnik ufundował klub KKS „Ostrovia” w 1984[4];
- tablicy w kościele Ojców Dominikanów w Poznaniu[7].

5 października 2007 minister obrony narodowej Aleksander Szczygło mianował go pośmiertnie na stopień porucznika. Awans został ogłoszony 9 listopada 2007 w Warszawie, w trakcie uroczystości „Katyń Pamiętamy – Uczcijmy Pamięć Bohaterów”.
W maju 2018, w ramach akcji „Katyń... pamiętamy” / „Katyń... Ocalić od zapomnienia”, przy Zespole Szkół Publicznych nr 3 w Pleszewie, zostały nadane imiona Dębom Pamięci, z których jeden honoruje Teodora Banasiewicza.